# 紀年銘資料
紀年銘資料（きねんめいしりょう）とは、考古学において年代が直接人の手によって書かれたり刻まれたりしている遺物、場合によっては遺構のことをいう。年号や日付が記載された木簡、文書、石碑、鉄剣などの遺物、遺構としてはマヤ王墓に見られるような壁画に描かれた長期暦などが挙げられる。埼玉古墳群の時期や決まったのは鉄剣銘からであり、常滑焼の編年研究が劇的に変わったのは紀年銘のある硯が窯跡から出土したためであった。

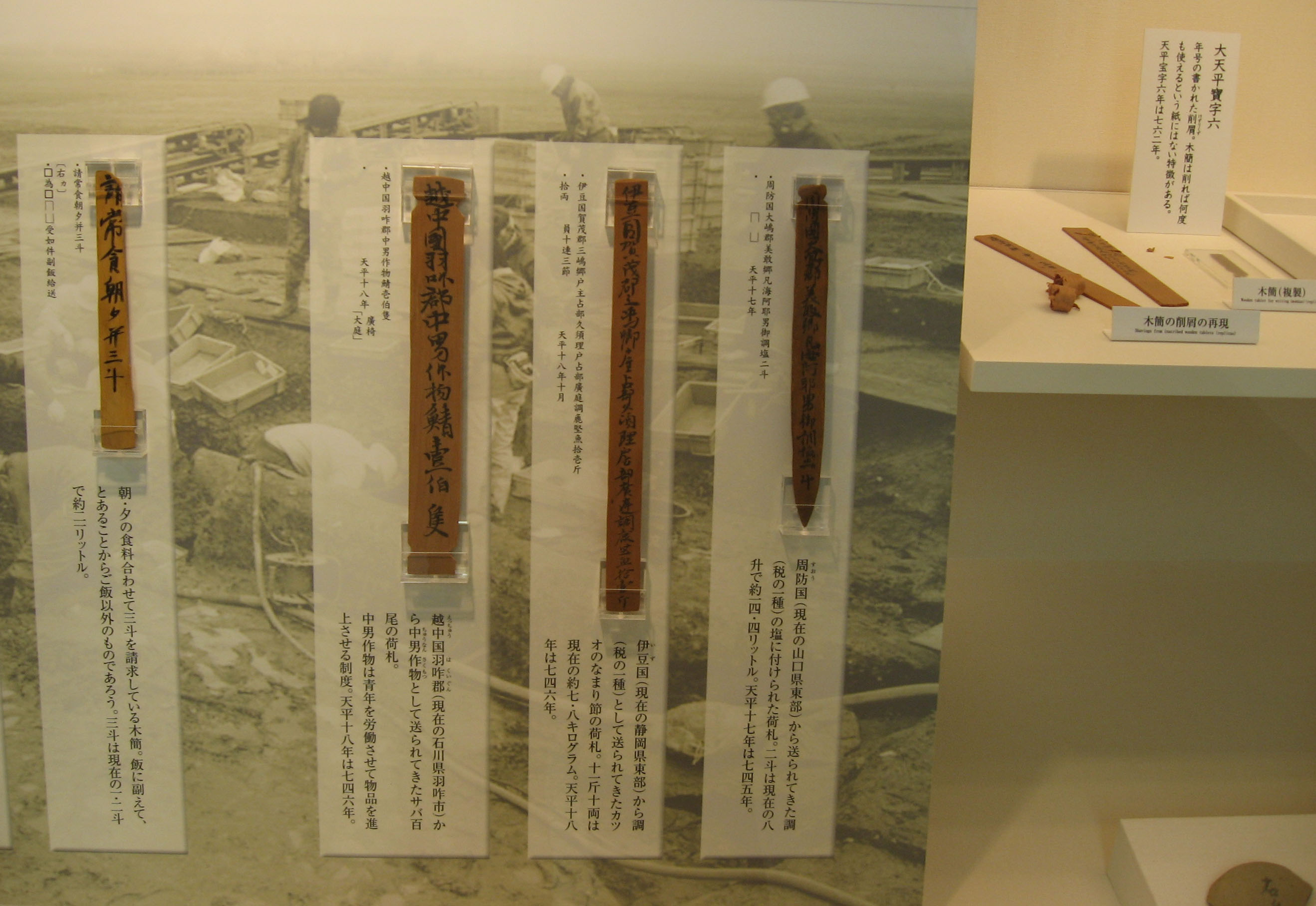
平城宮跡出土の木簡：奈良時代の「天平十七年（745年）」や「天平十八年（746年）」の記載が見える。木簡自体の年代だけでなく、出土遺構や共伴遺物の年代特定・編年の根拠ともなる重要資料である。

## 概要
年輪年代法に使用される木材、建物に伴う木材や年代の判明している火山灰層は、年代を決める貴重な資料であるが、「紀年銘資料」とは言わない。また、廃棄されていることの多い板碑なども広義の紀年銘資料ではあるが、オリジナルな状態で実際に年代の決定に重要な影響を与える学術的に貴重な位置づけができるものについて「紀年銘資料」と呼ぶことが多い。